# Marko Barthel
Marko Barthel (* 19. Juli 1977 in Karl-Marx-Stadt) ist ein ehemaliger deutscher Endurosportler.

## Sportlicher Werdegang
Seine ersten Fahrversuche unternahm er im Alter von sechs Jahren auf einem Simson-Mokick. Mit einer Simson S 51 sammelte er seine ersten Moto-Cross Rennerfahrungen. 1994 begann er mit dem Endurosport und wurde im ersten Jahr Zweiter im Deutschen Enduro-Pokal auf einer Moto TM in der Klasse bis 125 cm³ Zweitakt. Diesen Erfolg konnte er im Jahr darauf mit einer Husqvarna wiederholen. Ab 1996 bestritt er seine Rennen mit einer A-Lizenz und startete erstmals in der Deutschen Enduro-Meisterschaft. 
Sein größter Einzelerfolg gelang ihm im Jahr 1997 mit dem Meistertitel der Klasse bis 125 cm³ Zweitakt in Deutschen Enduro-Meisterschaft.
Neben der nationalen Meisterschaft nahm er ab 1996 an der Enduro-Europameisterschaft sowie 2000 und 2001 auch an der -Weltmeisterschaft teil. In der WM erreichte er Platzierungen unter den Top Ten, beste Platzierung in der Gesamtwertung der EM ist ein dritter Platz im Jahr 2002 in der Klasse Senior E1 (bis 125 cm³ Zweitakt/bis 250 cm³ Viertakt). In der Mannschafts-Wertung bei der EM erreichte er 2003 mit dem Team BvZ den zweiten Platz in der Gesamtwertung.
Mit der Mannschaft nahm er 1996 erstmals an den prestigeträchtigen Six Days teil. In Finnland noch Fahrer einer Clubmannschaft, war er 1997 in Italien erstmals im Aufgebot der deutschen Nationalmannschaft im Wettbewerb um die Junior World Trophy, das Team erreichte in der Gesamtwertung den sechsten Platz.  Bei der 73. und 74. Internationalen Sechstagefahrt erreichten die deutschen Junioren den neunten bzw. siebten Platz.
2000 nahm er als Fahrer einer KTM-Werksmannschaft an der Veranstaltung teil.
Bei der 76. und 78. Internationalen Sechstagefahrt war er Fahrer in der deutschen World-Trophy-Mannschaft, das Team erreichte in der Gesamtwertung den siebten bzw. sechsten Platz.
Abseits vom Enduro nahm er mehrmals am ErzbergRodeo teil und platzierte sich im Hare Scramble zweimal unter den besten Zehn.
Nach einem schweren Sturz mit Folge einer Wirbelsäulenverletzung, glücklicherweise ohne bleibenden Folgen, beendete er 2003 seine Karriere.

## Privates
Seit seinem Karriereende ist er selbstständig als lizenzierter Offroadtrainer und Tourguide tätig, zudem betätigt er sich als Testfahrer, Produkttester und Redakteur von Fachbeiträgen.